# Manuel Ugarte
Manuel Ugarte Ribeiro, född 11 april 2001, är en uruguayansk fotbollsspelare som spelar som mittfältare för engelska Manchester United och det uruguayanska landslaget. Ugarte gjorde sin landslagsdebut 2021.

## Klubbkarriär
Ugartes profesionäla karriär började 2016, när han debuterade för CA Fénix.
2020 gick han sen till Primeira Liga klubben Famalicão, och fick sin debut 17 januari 2021.
9 augusti skrev Ugarte på ett 5 års kontrakt med Sporting Lissabon
Sommaren 2023 gick han sen till Ligue 1 klubben Paris Saint-Germain.
Efter en säsong med PSG gick Ugarte till Premier League klubben Manchester United, 30 augusti 2024. 14 september gjorde han sin debut för laget mot då han byttes in mot Southampton.